# Tirapeu
|  | Per a altres significats, vegeu «Gaiata (monument)». |

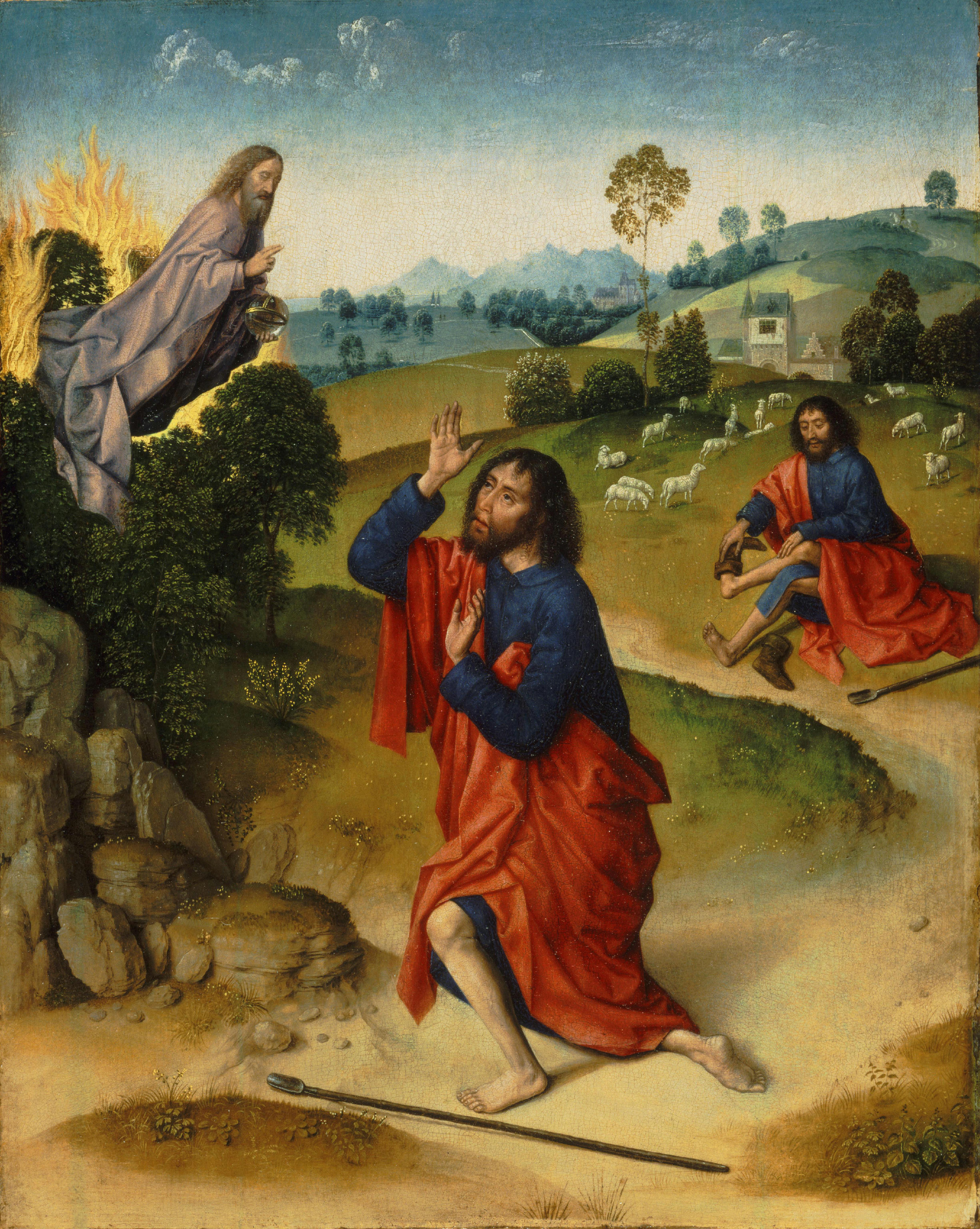
Moisés amb el seu tirapeu (a terra) davant l'esbarzer

Un tirapeu, tirapotes o gaiata és un bastó llarg amb el mànec corb i amb un dels extrems acabat en forma de ganxo utilitzat tradicionalment pels pastors.
Per extensió, com a pastors d'ànimes, s'anomena també tirapeu al bàcul pastoral del bisbe, que és símbol de la seva funció. El bàcul pastoral és dignitat del bisbe, encara que no exactament del Papa, puix que el seu acaba en un crucifix. La funció simbòlica del tirapeu es manifesta clarament al llibre de l'Èxode (Antic Testament), en el qual és utilitzat per Moisès i Aaron. Destaca als següents passatges:
- Déu el transforma en serp davant de l'esbarzer ardento cremant［Ex 4:2-4］
- A Egipte, quan Aaron llança el tirapeu a terra, es transforma en serp devorant les dels ancians［Ex 7:10-3］
- Aaron utilitza el tirapeu en la primera plaga, transformant l'aigua en sang［Ex 7:20］
- Moisés utilitza el tirapeu per treure aigua de la roca［Ex 17:5-6］
- També l'utilitza per expulsar els amalequites［Ex 17:9］

En algunes cultures, el tirapeu de pastor va evolucionar fins a convertir-se en ceptre o bastó de dignitat. És el cas de la civilització egípcia, en la qual el tirapeu heka, símbol del déu Andieti i d'Osiris, va ser emblema de poder des de les primeres dinasties. Els faraons el van portar com a insígnia real juntament amb el flagell nejej. El tirapeu també va funcionar com a amulet (associat a la protecció dels poderosos), per la qual cosa fou trobat en nombrosos enterraments.